# Cleefkothen
Cleefkothen, oder auch früher Am Cleefkothen, ist eine Ortslage in der bergischen Großstadt Wuppertal.

## Lage und Beschreibung
Die Ortslage liegt an der gleichnamigen Straße Am Cleefkothen Ecke Ravensberger Straße auf der Grenze der Wohnquartiere Friedrichsberg und Grifflenberg im Stadtbezirk Elberfeld auf einer Höhe von 267 m ü. NHN am Osthang des Friedrichsbergs. Der ursprüngliche Wohnplatz ist heute von einer neueren Wohnsiedlung überbaut.

## Etymologie und Geschichte
Das Kompositum Cleefkothen setzt sich aus Clef, eine von dem lateinischen clivius (Hügel, Hang) stammende Bezeichnung für steil abfallenden Hang, Klippe, und Kot / Kothen zusammen, eine weit verbreitete Form von Kotten. Der Name bedeutet so viel wie Haus am Hang. Weitere Namen waren Clefkot (1715), Auf dem Kleffkotten (1832), Cleefkothen (1864), Kleefkothen (1868/70 bis 1883).
Die Ortslage ist aus einer Hofschaft hervorgegangen, die bereits 1715 auf der Topographia Ducatus Montani des Erich Philipp Ploennies als Clefkot verzeichnet ist.
In der Nachbarschaft von Cleefkoten lagen die zeitgenössischen Höfe und Ortslagen Theishahn, In den Stöcken, Hatzenbeck, Funkloch und Wolfhahn, die heute zumeist ebenfalls in die gewachsene städtische Bebauung aufgegangen sind. 1815/16 besaß der Ort 16 Einwohner.
1832 gehörte der Ort zur Holz und Eichholzer Rotte des ländlichen Außenbezirks des Kirchspiels und der Stadt Elberfeld. Der laut der Statistik und Topographie des Regierungsbezirks Düsseldorf als Ackergut und Handwerkerwohnung kategorisierte Ort wurde als Auf dem Kleffkotten bezeichnet und besaß zu dieser Zeit drei Wohnhäuser und zwei landwirtschaftliche Gebäude. Zu dieser Zeit lebten 32 Einwohner im Ort, einer katholischen und 31 evangelischen Glaubens.
Die Straße Am Cleefkothen wurde am 18. Januar 1910 benannt. Der westliche Teil bis zur Friedrichsallee wurde am 18. April 1968 der Ravensberger Straße zugeschlagen.